# Palpita elealis
Palpita elealis là một loài bướm đêm trong họ Crambidae.